# (13703) Romero
(13703) Romero est un astéroïde de la ceinture principale.

## Description
(13703) Romero est un astéroïde de la ceinture principale. Il fut découvert le 26 juillet 1998 à La Silla par Eric Walter Elst. Il présente une orbite caractérisée par un demi-grand axe de 2,41 UA, une excentricité de 0,20 et une inclinaison de 1,6° par rapport à l'écliptique.

## Compléments